# کریم کولیبالی دیابی
کریم کولیبالی دیابی (انگلیسی: Karim Coulibaly Diaby؛ زادهٔ ۲۵ دسامبر ۱۹۸۹) بازیکن فوتبال اهل فرانسه است.